# Dinar (sastav)
Dinar je bosanskohercegovački rock sastav, osnovan 1980. godine u Banjoj Luci..

## Povijest sastava
Sastav Dinar je prvi nastup imao 1980. U početku Dinar je svirao kao predgrupa poznatijim sastavima a svoj prvi glazbeni materijal snimaju u prosincu 1982. u banjalučkom studiju Plazma. Članovi sastava su se u početku često mijenjali da bi se kasnije formirala stalna postava koju su činili: Edin Tahirović (vokal), Saša Obradović (gitara), Zlatko Prpa (bas) i Zoran Milosavac (bubnjevi). Prva uspješnica, i vjerojatno njihova najpoznatija pjesma, "Bahra", snimljena je 1983. Prvi album Kad Dinar dodje na vlast, snimljen je 1984. a objavljen 1985. godine. U to vrijeme Dinar je bio predgrupa sastava Bijelo dugme, a kasnije održavaju koncerte u sarajevskoj Skenderiji, zagrebačkom Domu sportova i beogradskom Sajmištu. Svi stalni članovi, osim Edina Tahirovića - Tahira, napuštaju sastav osnivajući sastav Žigolo, dok Tahir priprema materijal za drugi album Priroda i društvo, koji je objavljen 1986. Sastav se ponovno okuplja u originalnom sastavu 1988. i objavljuju novi album Do zadnjeg dinara 1989. godine.
Dinar je tijekom svog postojanja surađivao i održavao koncerte s drugim poznatim sastavima, prvenstveno onim koji su pripadali žanru novog primitivizma.
Osnivač i idejni vođa Dinara, Edin Tahirović preminuo je 2. listopada 2015.

## Članovi
- Edin Tahirović - Tahir (vokal)
- Saša Obradović (gitara)
- Zlatko Prpa (bas)
- Zoran Milosavac (bubnjevi)

## Diskografija

### Studijski albumi
1. Kad Dinar dodje na vlast (1984.)
2. Priroda i društvo (1986.)
3. Do zadnjeg dinara (1989.)
4. Drugovi Gdje Ste Vi (2014.)